# Noyon (Ömnögovi)
Pour les articles homonymes, voir Noyon (homonymie).
Le sum de Noyon (mongol : ᠨᠣᠶ᠋ᠨ
ᠰᠤᠮᠤ, cyrillique : Ноён сум, MNS : Noyon sum) est situé dans l'aïmag (ligue) de Ömnögovi, en Mongolie. Sa population était de 1 318 habitants en 2009.